# FILMUSIC!
『FILMUSIC!』（フィルミュージック）は、Hey! Say! JUMPの9枚目のオリジナル・アルバム。2022年8月24日にジェイ・ストームから発売された。タイトルは音楽と映画を組み合わせた造語。

## リリース
初回限定盤1（CD+DVD / CD+Blu-ray）、初回限定盤2（CD+DVD / CD+Blu-ray）、通常盤（CDのみ）で発売。
ラブストーリー、アクション映画、ヒューマン映画など各アーティストがそれぞれインスピレーションを受けた映画のジャンルをモチーフにHey! Say! JUMPのために楽曲を書き下ろした『音楽×映画』をテーマとした「聴く音楽」を届けるアルバムで、前作『Fab! -Music speaks.-』から約1年8か月ぶりにリリースされた。ジャケット写真はメンバーが映画館の客として中央の座席に座っているだけでなく、周りの観客についても髭の老人から髪の毛の長い女性まで様々な人に扮して写りこんでおり、自らも驚きやワクワクを期待する観客となることで「これからのエンタメを一緒に作って楽しんでいこうよ」いう想いが込められている。
本作を引っ提げ、ライブツアー『Hey! Say! JUMP LIVE TOUR 2022 FILMUSIC!』が9月3日の宮城・セキスイハイムスーパーアリーナから10月23日の静岡・エコパアリーナまで計28公演が全7か所で開催された。
Hey! Say! JUMPデビュー15周年特別連動企画第1弾として、バーティカルシアターアプリ・smash.にて「ビターチョコレート」「業務☆スーパーマン」「君がみた一等星」「漢花火」のMVメイキング映像を10月20日20時から4週連続で配信。そして第2弾として、11月13日に実施された『FILMUSIC! FESTA』で上映されたオリジナルショートフィルム「We are together」のアウトテイクを集めた『FILMUSIC!』オリジナルショートフィルム「We are together 〜Epilogue〜」が11月17日20時から同じくsmash.で公開された。

## 特典・仕様
初回限定盤1
- 三方背BOX＋デジパック仕様
- 歌詞フォトブックレット（36P）封入

初回限定盤2
- 三方背BOX＋デジパック仕様
- 歌詞フォトブックレット（36P）封入

通常盤
- 祈りポスター型歌詞ブックレット封入
- CDショップ・オンラインショップ予約先着特典：「FILMUSIC!」チケット風オリジナルステッカー（H34mm×W98mm）

また、それぞれの形態に封入されている用紙に印字されたシリアルコード（初回限定盤1+通常盤、もしくは初回限定盤2+通常盤の組み合わせ）で応募すると抽選で1114名が2022年11月13日に開催されるアルバムリリース記念スペシャルイベント『Hey! Say! JUMP presents FILMUSIC! FESTA』に参加可能。
応募者全員デジタル特典
- ①Hey! Say! JUMP presents FILMUSIC! FESTアーカイブ配信（2022年11月25日12:00 - 11月27日23:59）
- ②「FILMUSIC!」オリジナルシネマポスター待ち受け画像 全7種

## 収録曲
※タワーレコードオンラインの紹介ページを基に記述。

### CD
1. MASTERPIECE [5:01]
作詞：辻村有記、作曲・編曲：辻村有記、伊藤賢
2. サンダーソニア [4:50]
作詞・作曲：片岡健太（sumika）、編曲：遠藤ナオキ
  - 読売テレビ・日本テレビ系 TVアニメ『ラブオールプレー』第2クール主題歌
3. ネガティブファイター [4:18]
作詞・作曲：うじたまい、編曲：吉岡たく
  - 29thシングル
  - 有岡大貴主演 日本テレビ シンドラ『探偵☆星鴨』主題歌
4. 業務☆スーパーマン [3:38]
作詞・作曲・編曲：マハラージャン
モチーフ映画ジャンル：ヒーロー
悪を倒すような一般的なスーパーヒーローではなく、地味で目立たないながらも誰かの平凡な1日を守る素朴なヒーローを主人公とした楽曲[21]。MVでは知念と共にジャニーズJr.の安達柊我、高橋奏琉、林田芯、廣末裕理がそのヒーローを演じており[22]、知念が担当した振付は、子供が好むような動きが取り入れられている[23]。
5. Fate or Destiny [4:32]
作詞：小倉しんこう・Mayu Wakisaka、作曲:小倉しんこう、編曲：小倉しんこう・遠藤ナオキ
  - 中島裕翔主演 フジテレビ系 木曜劇場『純愛ディソナンス』主題歌[24]

決して結ばれることのない2人の物語を歌った楽曲であり、自分達の関係に思い悩む2人の感情が切ないギターのメロディで奏でられる[24]。MVは、伊野尾が幼少期に毎年宿泊していたという、今は閉鎖されたレトロなホテルでのソロカットと、展望台や海をバックにドローンで撮影した全員でのカットを組み合わせて構成され、グループYouTube公式アーティストチャンネルで2022年8月3日午後9時にプレミア公開された[25]。また、グループの公式Instagramには、MVのオフショットが多数アップされた[26]。8月28日には公式MVには収録されていないメンバー1人ひとりにフォーカスしたシーンで構成された縦型MVが、バーティカルシアターアプリ「smash.」で限定配信された[27]。
6. a r e a [3:41]
作詞・作曲：kaoru、編曲：辻村有記・伊藤賢
  - 32ndシングル「a r e a/恋をするんだ/春玄鳥」の1曲目
  - 伊野尾慧出演 テレビ朝日系 金曜ナイトドラマ『家政夫のミタゾノ』主題歌
7. OH MY BUDDY [3:23]
作詞：TOPHAMHAT-KYO（FAKE TYPE.）、作曲：FAKE TYPE、編曲：DYES IWASAKI（FAKE TYPE）
モチーフ映画ジャンル：ホラー
8. 群青ランナウェイ [4:47]
作詞・作曲：くぅ（NEE）、編曲：くぅ（NEE）・遠藤ナオキ
  - 30thシングル
  - 伊野尾慧主演 東海テレビ・フジテレビ系「オトナの土ドラ」『東海テレビ×WOWOW共同製作連続ドラマ 准教授・高槻彰良の推察 Season1』主題歌
9. 漢花火 [3:40]
作詞・作曲・編曲：山嵐
モチーフ映画ジャンル：アクション
「おとこはなび」と読む[28]。MVは、電話で指令を受けた凄腕エージェントの髙木が、極秘でミッションをこなしていくというストーリー[28]。
10. ビターチョコレート [3:46]
作詞・作曲：優里、編曲：CHIMERAZ
モチーフ映画ジャンル：ラブストーリー
相手に合わせて背伸びをしたり嘘をついたり、恋愛の過程で誰もが抱くような恋心と葛藤を経験して成長していく女の子を主人公としたラブバラード[29]。MVでは伊野尾と白石聖が恋人役で共演しており、白石演じる彼女目線のストーリーとなっている[30]。
11. 君がみた一等星 [5:01]
作詞・作曲：大橋卓弥・常田真太郎、編曲：大橋卓弥・常田真太郎・Rouno
モチーフ映画ジャンル：ヒューマンドラマ・ハートフルストーリー
「きみがみたひかり」と読む[31]。MVには有岡が工事現場の警備員役で出演している[32]。
12. Change the world Y2K [3:18]
作詞・作曲・編曲：ケンモチヒデフミ
モチーフ映画ジャンル：ノスタルジー
「チェンジザワールドワイツーケー」と読む[33]。「平成」を題材に作られた楽曲で、Y2Kカルチャーや大正モダン、昭和レトロがリバイバルしているように、平成ポップを歌詞に載せ、その時代を懐かしみ振り返りながら、グループが先頭に立ってこれからの時代を切り開いていくという前向きな意味が込められている[33]。
13. 春玄鳥 [4:43]
作詞：片岡健太（sumika）、作曲：小川貴行（sumika）、編曲：遠藤ナオキ・小川貴行（sumika）
  - 32ndシングルの3曲目
  - 読売テレビ・日本テレビ系 TVアニメ『ラブオールプレー』第1クール主題歌
14. Sing-along [5:02]
作詞：辻村有記、作曲・編曲：辻村有記・伊藤賢
  - 31stシングル
  - 知念侑李プレゼンター テレビ朝日系『世界体操・世界新体操2021』テーマソング
15. 恋をするんだ [4:59]
作詞：YUUKI SANO、作曲：YUUKI SANO・柳川陽香、編曲：柳川陽香・Atsushi Shimada・遠藤ナオキ
  - 32ndシングルの2曲目
  - 山田涼介主演 テレビ朝日系 オシドラサタデー『俺の可愛いはもうすぐ消費期限!?』主題歌
16. 人力飛行機（通常盤のみ収録） [4:36]
作詞：秋元康、作曲：馬飼野康二、編曲：CHOKKAKU
17. Get Out Of My House（初回限定盤1のみ収録） [3:33]
作詞：Komei Kobayashi、作曲：照和ポテト、編曲：Laptop Symphony
「Come On A My House」のアンサーソングであり、Hey! Say! JUMPのメンバーで話し合い制作された楽曲[10]。2022年7月7日にアルバム発売と、この楽曲が収録されると発表された際には、「これまで何年も家においでおいで言っといて 急に出てけって」「おもろすぎるｗ9年越しに出てけと言われるオタクたち…」とファンが反応し、アルバムタイトルと共に曲名がTwitterでトレンド入りした[9]。

### DVD/Blu-ray
- 初回限定盤1
  1. 「Fate or Destiny」ビデオ・クリップ＆メイキング[34]
  2. HSJ 2022アンサーソング打合せ
- 初回限定盤2
  1. 「FILMUSIC!」Jacket Shooting
  2. Hey! Say! JUMPスペシャルソロインタビュー「The scene of 2021-2022」

## チャート成績
初週20.2万枚を売り上げ、オリコン週間アルバムランキングで初登場1位を記録し、前作『Fab! -Music speaks.-』に続き、10作連続・通算10作目のアルバム1位となった。